# Велика Тура
Велика Тура́ (рос. Большая Тура) — село у складі Каримського району Забайкальського краю, Росія. Адміністративний центр та єдиний населений пункт Великотуринського сільського поселення.
В радянські часи існувало два населених пункти — село Велика Тура та селище Туринський.

## Населення
Населення — 1287 осіб (2010; 1366 у 2002).
Національний склад (станом на 2002 рік):
- росіяни — 92 %